# Pierreclos
Pierreclos is een gemeente in het Franse departement Saône-et-Loire (regio Bourgogne-Franche-Comté). De plaats maakt deel uit van het arrondissement Mâcon. Pierreclos telde op 1 januari 2022 851 inwoners.

## Geografie
De oppervlakte van Pierreclos bedroeg op 1 januari 2022 12,41 vierkante kilometer; de bevolkingsdichtheid was toen 68,6 inwoners per km².

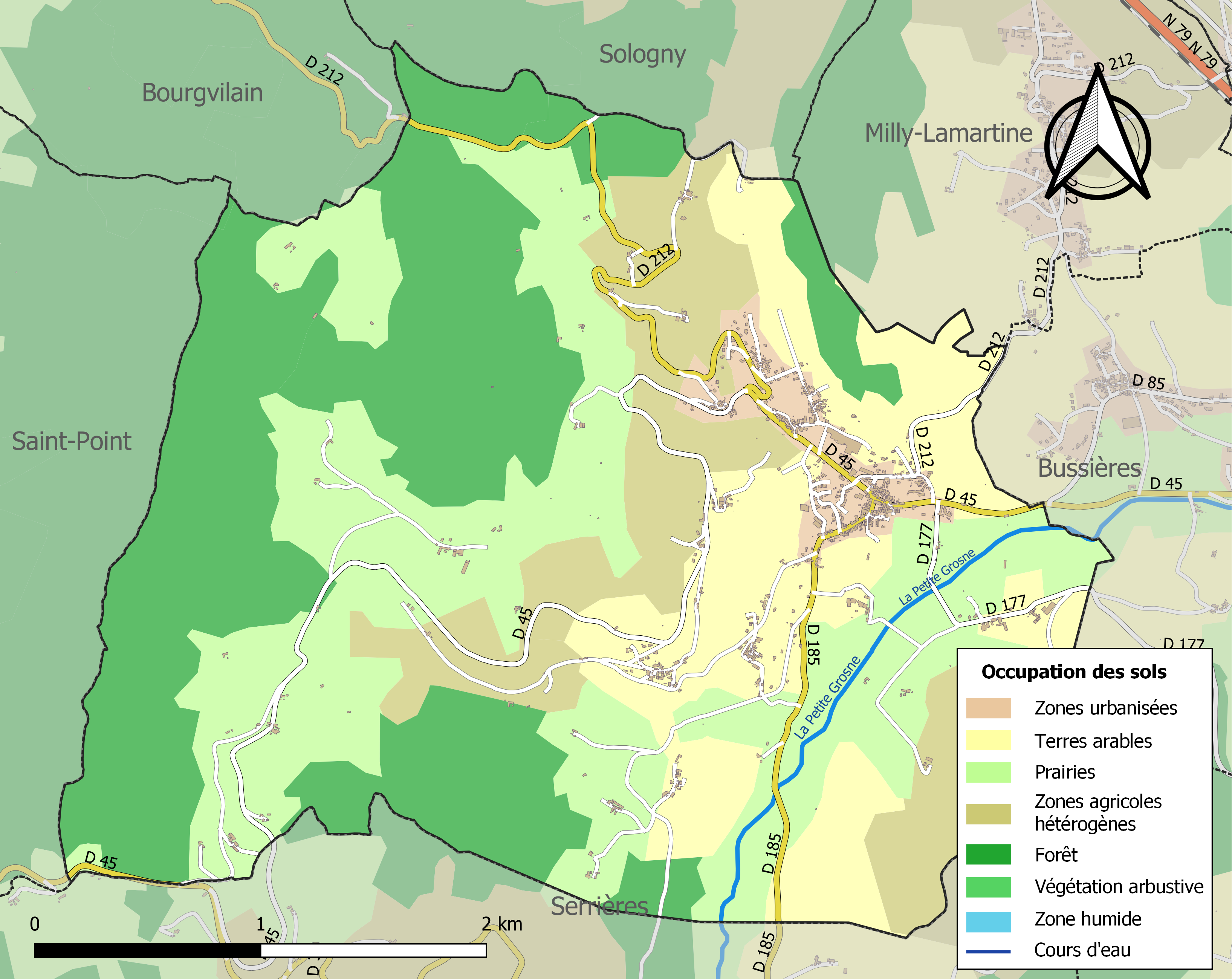
Kaart van de gemeente met de belangrijkste infrastructuur, bodemgebruik en omliggende gemeenten

## Demografie
Onderstaande figuur toont het verloop van het inwonertal (bron: INSEE-tellingen).